# Phantome des Glücks
Phantome des Glücks ist ein 1929 gedrehter deutscher Stummfilm von Reinhold Schünzel, der 1930 nachsynchronisiert wurde. Michael Tschechow, Karina Bell und Inge Landgut sind in den Hauptrollen besetzt.

## Handlung
Jacques Bramard hat sich einen guten Namen als Direktor der Pariser Versicherungsgesellschaft „Prudence“ (auf Deutsch: Vorsicht) erworben. Er ist ein durch und durch gewissenhafter und pflichtbewusster Vorgesetzter, der ganz in seiner Arbeit aufgeht. Eines Tages muss er erfahren, dass sein Buchhalter Dupont Geld unterschlagen hat. Bramard zögert keinen Augenblick und zeigt Dupont bei der Polizei an. Der Langfinger muss für seine Missetat ins Gefängnis. Über den befreundeten Musiker und Liedkomponisten René Vallon lernt Bramard eines Tages bei einem Ballettbesuch die blonde Tänzerin Marisa kennen. Er verliebt sich Hals über Kopf in die junge Frau, die in ihrer Leichtlebigkeit und savoir vivre-Mentalität so völlig anders ist als er selbst. Beide heiraten. Nun ändert auch Bramard rasch seinen Lebenswandel und mutiert Marisa zuliebe, die er mit Geschenken überhäuft, vom hyperkorrekten Direktor zu einem Verschwender und Genussmenschen. Bald kann er sich diesen Luxus nicht mehr leisten und gerät auf denselben Irrweg, auf den zuvor bereits Dupont geraten war: er unterschlägt Geld. Und wie Dupont wird auch er dafür zur Rechenschaft gezogen und muss, nachdem sein gesamter Haushalt zur Deckung des entstandenen Schadens herangezogen wurde, hinter Gitter. Vallon kümmert sich fortan um Marisa und die soeben geborene Tochter des nunmehr getrennten Ehepaars.
Im Gefängnis trifft Bramard den durch sein Handeln zum Häftling gewordenen Dupont wieder. Der ist überglücklich über diese Situation und denkt sich sogleich einen Racheplan aus, um es seinem ehemaligen Chef heimzuzahlen. Dupont insinuiert Bramard gegenüber, dass dessen Frau während seiner Abwesenheit fremdgehen werde. Rasend vor Eifersucht dreht der einstige Versicherungsdirektor durch und erschlägt seinen früheren Angestellten im Affekt. Für diese Tat wird Bramard nunmehr eine zusätzliche Haftstrafe auferlegt, die er in der französischen Strafkolonie Guyana zu verbüßen hat. Die Jahre im Straflager stimmen Bramard nicht milder, sein Hass auf die vermeintlich untreue Marisa und sein Verlangen nach Rache wachsen von Tag zu Tag.
Als es dann soweit ist, dass er zu seiner Familie zurückkehrt, ist seine Tochter Madeleine längst aus dem Babyalter heraus. Bramard weiß nicht, wen er vor sich hat und beabsichtigt, Madeleine als Instrument gegen die gerade abwesende Marisa einzusetzen. Doch den Worten Madeleines kann Bramard entnehmen, dass ihre Mutter, seine Frau, ihm all die Jahre die Treue gehalten hatte. Im letzten Moment bläst Bramard seinen großen Rachefeldzug ab, und beide Eheleute finden wieder zueinander.

## Produktionsnotizen, Veröffentlichung
Phantome des Glücks, Untertitel Der Mann in Fesseln, produziert von der Terra Film AG, entstand von Oktober bis Dezember 1929 im Terra-Glashaus in Berlin-Marienfelde. Der Neunakter mit einer Länge von 2512 Metern passierte die Filmzensur am 30. Dezember 1929 und wurde mit einem Jugendverbot belegt. Die Uraufführung des Films erfolgte am 2. Januar 1930 im Berliner Marmorhaus. Nach einer erneuten Zensur (18. März 1930) wurde am 13. Juni 1930 von diesem Stummfilm in Wien auch eine Tonfassung herausgebracht.
Die Produktionsleitung hatte Julius Sternheim, die Aufnahmeleitung Conny Carstennsen. Jacques Rotmil entwarf die von Heinz Fenchel ausgeführten Filmbauten. Es tanzten die Mitglieder des Hauses Vaterland. Michael Tschechow wirkte im selben Jahr noch in dem deutschen Filmdrama Troika mit und ging 1933 nach Hollywood, wo er unter dem Namen Michel Chekov noch in diversen Filmen zu sehen war.
Es wurde folgende Musiktitel gespielt:
- Ich drück’ dich an mein Herz ganz leis’ (Musik: Guttmann / Text: Alexander Fleßburg)
- Phantome des Glücks (Musik: Guttmann / Text: Fritz Rotter, Armin Robinson)
- Sowas wie die Liebe (Musik: Guttmann / Text: Rotter)

## Tondokumente
Homocord 4-3440 (mx. H-62381) Phantome des Glücks. Lied und Waltz aus dem gleichnamigen Terra-Film (A. Guttmann – R. Rillo – A. Robinson) Fred Bird Rhythmicans mit Refraingesang: Luigi Bernauer.
Electrola E.G.1742 / 60-767 (mx. BLR 5963-I) Reizende Frauen, Tango (Guttmann) aus dem Terra-Tonfilm "Phantome des Glücks”.  Marek Weber und sein Orchester. Aufgenommen im Beethovensaal zu Berlin.
Grammophon 22 390 / B 51697 (mx. 2539 ½ br-II) So was wie die Liebe. Foxtrot aus dem Tonfilm "Phantome des Glücks" (Guttmann – Rotter) Ilja Livschakoff und sein Tanz-Orchester, mit deutschem Refraingesang: L. Monosson.

## Kritiken
„Die Handlung selbst ist ganz auf Sentimentalität gestellt. […] Sie kriecht zeitlupenartig vorwärts und gewährt u. a. einen Einblick in Frankreichs Strafvollzug (so seltsam in Einzelheiten, wie ihn der deutsche Filmmann sieht). Kein Geringerer als Michael Tschechoff spielt den Mann, der zunächst wegen Unterschlagung ins Gefängnis kommt, dann wegen Totschlags deportiert wird. Man sah ihn schon stärker. Aber er hat auch diesmal Augenblicke, die haften bleiben. Karina Bell, die blonde Skandinavierin, weiß anmutig und mit Anstand sentimental zu bleiben. Leider hält Reinhold Schünzel seine sämtlichen Darsteller zum Überpointieren an. Selbst ein Filmkind von der Unbefangenheit der Inge Landgut agiert altklug.“

„… Bis hierhin war es der übliche, geschickt aufgemachte amerikanische Film – nun aber entfaltet sich groß die erschütternde Kunst Michael Tschechows. Wie er langsam zermürbt wird, wie er gealtert und verbittert, proletarisiert und der Welt entfremdet zurückkehrt, das Haus umkreist, Kind und Frau scheu beobachtet – das war eine solche Meisterleistung, daß sie alle Zuschauer bezwang, selbst die, die zuerst unzufrieden schienen, daß der Tonfilm sich mit ein paar Gesangseinlagen und dem Maschinengewehrgeknatter von klatschenden Händen begnügte. Auch im ersten Teil gab es entzückende Bilder vom Ballett, aus der Garderobe (Farkas an der Kamera). Schünzel als Regisseur erstand von Anfang bis Ende die weitausgreifende Handlung zusammenzuraffen und mit Spannung zu laden.“

„Ein kleinbürgerlicher Familienroman in mondäner Herrichtung. […] Kaum vorstellbar, daß die armselige Geschichte überhaupt verfilmt worden wäre, wenn man ihr nicht durch tonfilmische Reize aufzuhelfen gehofft hätte. Diese Hoffnung trog. Die synchronisierte Begleitmusik klingt blechern und ist in ihrer Lautstärke unvariabel. Die Liedeinlagen kranken in ihrer Wiedergabe an dem alten Übel, dass Ton und Bild nicht zusammengehen. […] Reinhold Schünzels Regie verfällt in Inflationsgewohnheiten. Bürgerliche Wohnzimmer haben die Ausmaße und pompöse Ausstattung von Schloßräumen. Bei Versicherungsdirektors serviert ein Diener. Michael Tschechoffs zarte, noble, kammerspielhafte Schauspielkunst steht sehr isoliert inmitten all der Grobschlächtigkeit.“

Karlheinz Wendtland befand, der Text der Handlung „lese sich zwar wie ein Hintertreppenroman“, sei aber „von dem Könner Reinhold Schünzel mit viel Kunstverstand und Fingerspitzengefühl inszeniert“ worden und zeige „sogar Tendenzen, den Stoff sozialkritisch zu sehen“.